# Kościół św. Doroty w Potworowie
Kościół świętej Doroty – rzymskokatolicki kościół parafialny należący do dekanatu przytyckiego diecezji radomskiej.
Budowa świątyni została rozpoczęta własnym kosztem w 1770 roku przez Stanisława Podkańskiego opata cystersów z Sulejowa, brata właściciela Potworowa hrabiego Antoniego Podkańskiego podkomorzego sandomierskiego. Budowla została usytuowana na starym cmentarzu. Śmierć fundatora przerwała rozpoczęte prace budowlane, a zgromadzony na ten cel fundusz – 30 000 złotych zaginął w czasie zawirowań, które nawiedziły wówczas Polskę. Przez 80 lat mury nieukończonej świątyni niszczały wystawione na działanie warunków atmosferycznych. Dopiero ksiądz Wincenty Ogórkiewicz, proboszcz tutejszej parafii, zdecydował się kontynuować budowę, aby zakończyć ją w 1861 roku. Mury były tak zniszczone, że część trzeba było rozebrać. Świątynia została poświęcona przez księdza Jakuba Stępniewskiego w 1861 roku, a konsekrował ją biskup diecezji sandomierskiej Antoni Franciszek Sotkiewicz w dniu 2 sierpnia 1885 roku. Następnie kościół został poddany przebudowie w latach 1956–1957.
Świątynia jest orientowana, wybudowano ją w stylu klasycyzującym. Została wzniesiona z kamienia i cegły jako posiadająca jedną nawę. Świątynia posiada dach dwuspadowy, nakryty blachą, na nim jest umieszczona czworokątna sygnaturka nakryta dachem hełmowym i zwieńczona krzyżem. Nad głównym wejściem znajduje się rozeta, a nad nią jest umieszczona wnęka z figurą Matki Boskiej. W 1901 roku została założona posadzka terakotowa, natomiast wnętrze zostało pomalowane przez artystę Kopińskiego. Zostały wprawione żelazne okna, świątynia otrzymała ambonę, chrzcielnicę i dzwony. W ołtarzu głównym jest umieszczony obraz Matki Boskiej (hodegetria) zasłaniany przez obraz Ukrzyżowania. W zwieńczeniu znajduje się wizerunek św. Doroty – patronki budowli. Po lewej stronie głównego ołtarza jest umieszczony ołtarz św. Rocha z obrazem Józefa, a w prawym ołtarzu znajdują się obrazy Przemienienia Pańskiego i św. Antoniego. Organy neoklasycystyczne pochodzą z 1934 roku i zostały wykonane w warsztacie Zygmunta Kamińskiego. W 1915 roku wojska austriackie zniszczyły wieżę świątyni, która nigdy nie została odbudowana. Podczas ostatniego remontu w 2011 roku zostały odkryte pod świątynią krypty, dwa wejścia do podziemi, niestety, nie wiadomo co się w nich znajduje.